# Campionat d'Europa d'escacs individual de 2010

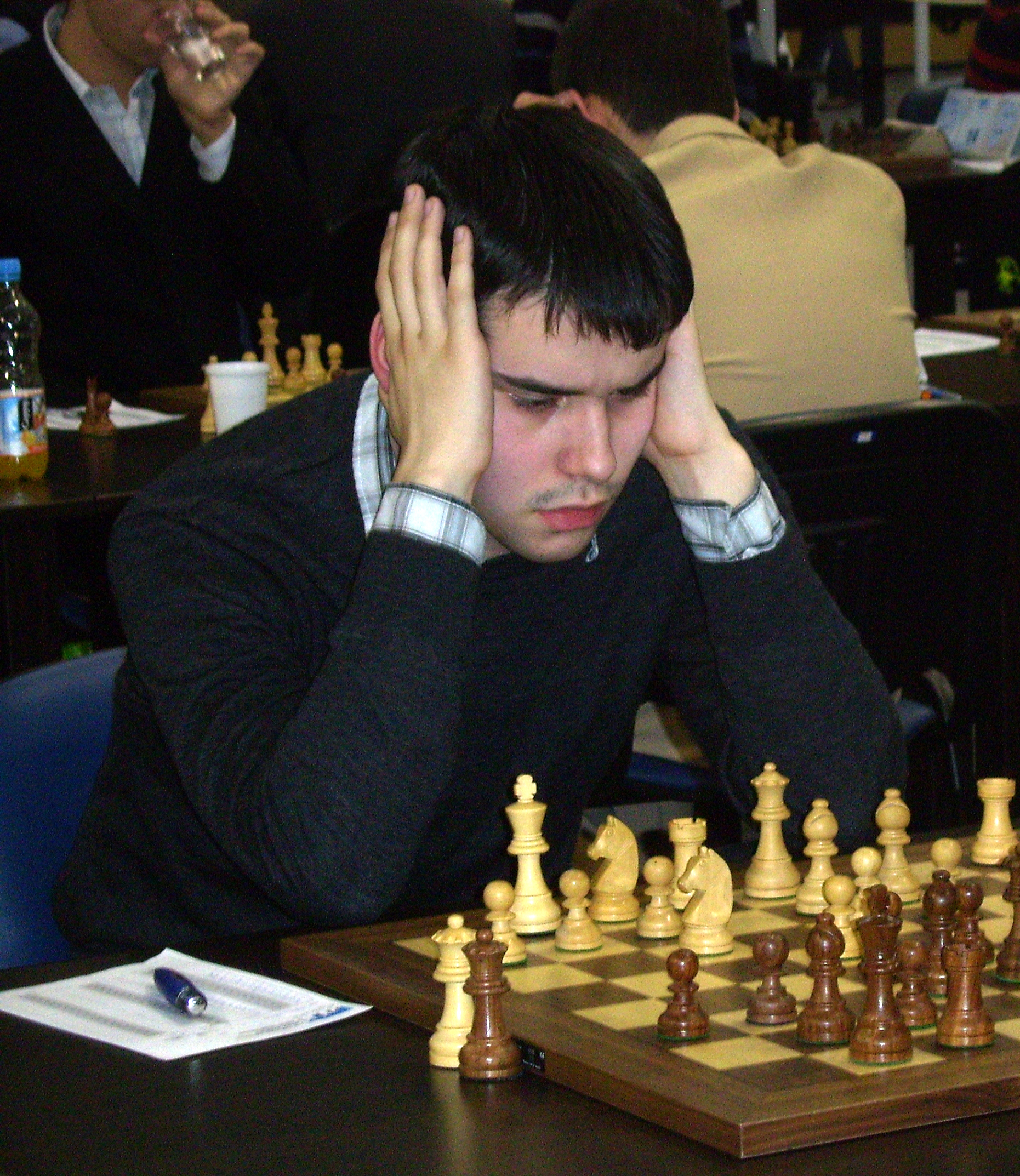
Ian Nepómniasxi, campió d'Europa de 2010.

El Campionat d'Europa d'escacs individual de 2010 fou un torneig d'escacs disputat pel sistema suís a 11 rondes, entre els dies 5 i 19 de març de 2010 a Rijeka (Croàcia). Hi varen prendre part més de 350 jugadors amb més de 300 titulats, dels quals 196 eren Grans Mestres i 107 Mestre Internacionals.
El GM rus Ian Nepómniasxi va guanyar la medalla d'or destacat en solitari, amb 9 punts.

## Classificació final
1. GM Ian Nepómniasxi ( Rússia), 2656 – 9 punts
2. GM Baadur Jobava ( Geòrgia), 2695 – 8½ punts
3. GM Artiom Timoféiev ( Rússia), 2655 – 8½ punts
4. GM Zahar Efimenko ( Ucraïna), 2640 – 8 punts
5. GM Ígor Lissi ( Rússia), 2615 – 8 punts
6. GM Zoltán Almási ( Hongria), 2720 – 8 punts
7. GM Ievgueni Tomaixevski ( Rússia), 2701 – 8 punts
8. GM Maksim Rodshtein ( Israel), 2609 – 8 punts
9. GM Iván Salgado López ( Espanya), 2592 – 8 punts
10. GM Arman Paixikian ( Armènia), 2652 – 8 punts

Fins a 408 jugadors